# Azovo
Azovo este un sat din regiunea Omsk. La recensământul din 2021, localitatea înregistra 9.446 locuitori.
Majoritatea populației este vorbitoare de limbă germană, de asemenea, cea mai mare parte a populației este ocupată de descendenți ai imigranților germani.